# Birkir Jón Jónsson
Birkir Jón Jónsson (* 24. Juli 1979 in Siglufjörður) ist ein isländischer Politiker (Fortschrittspartei).
Birkir Jón Jónsson hat einen MBA von der Universität Island (2009). Er war von 2003 bis 2013 Abgeordneter des isländischen Parlaments Althing für den Nordöstlichen Wahlkreis. Birkir gehörte wechselnden parlamentarischen Ausschüssen an, zuletzt seit 2012 dem Ausschuss für Wohlfahrt. Seit 2009 war er Mitglied der isländischen Delegation in der Parlamentarischen Versammlung des Europarates.